# Alphonse Hervoches
Alphonse Hervoches est un homme politique français né le 15 juin 1829 à Tinténiac (Ille-et-Vilaine) et décédé le 29 mai 1903 à Lanhélin (Ille-et-Vilaine).

## Biographie
Alphonse Marie Hervoches du Quilliou est le fils de Julien Charles Anne Hervoches du Quilliou, notaire, et de Françoise Julienne Jeanne Letourneux. Il devient receveur des contributions directes.
Maire de Lanhélin, conseiller général du canton de Combourg 1886 à 1903 et président de la commission départementale, il est député d'Ille-et-Vilaine de 1897 à 1898.

## Sources
- « Alphonse Hervoches », dans le Dictionnaire des parlementaires français (1889-1940), sous la direction de Jean Jolly, PUF, 1960 [détail de l’édition]